# Budynek Nowogrodzka 3 w Bydgoszczy

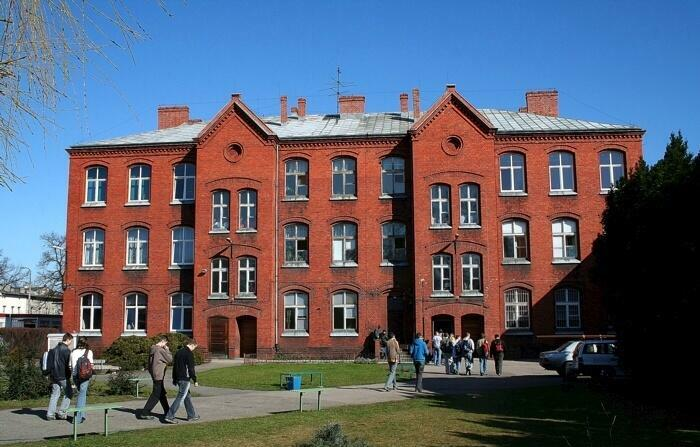
Widok od frontu

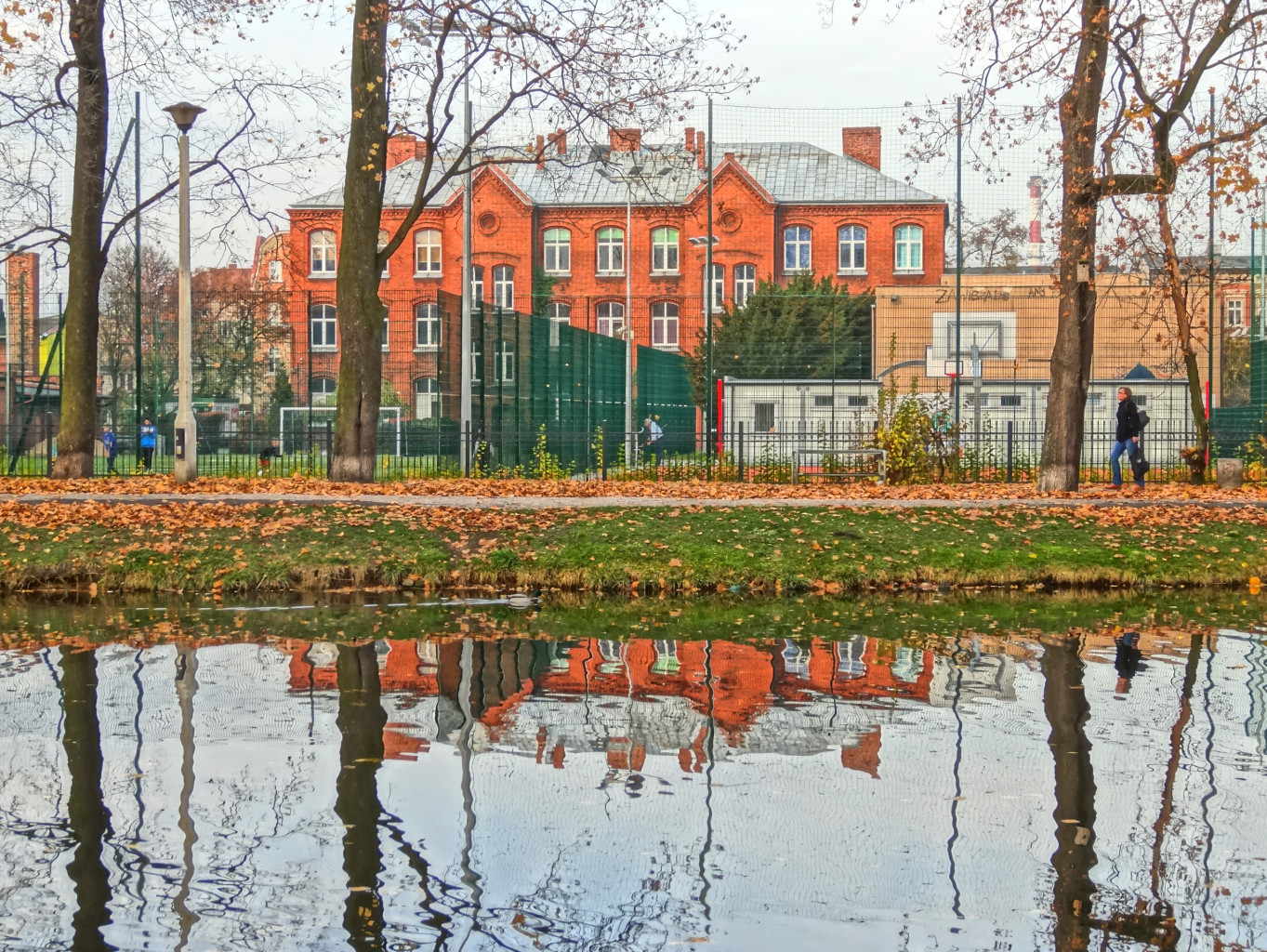
Widok od Kanału Bydgoskiego

Budynek Nowogrodzka 3 w Bydgoszczy – zabytkowy budynek oświatowy w Bydgoszczy, początkowo szkoła powszechna, od 1961 roku mieści III Liceum Ogólnokształcące w Bydgoszczy.

## Położenie
Budynek znajduje się na osiedlu Okole, w sąsiedztwie starego odcinka Kanału Bydgoskiego, przekształconego w planty nad Kanałem Bydgoskim.

## Historia
Gminna szkoła ludowa na Okolu (niem. Gemeinde-schule Schleusenau), będącej wówczas bydgoską gminą podmiejską - powstała w 1879 r. W latach 90. XIX wieku budynek został rozbudowany do pełnienia roli szkoły podwójnej (niem. Doppel Volksschule) – złożonej z dwóch oddzielnych szkół, jednej dla dziewcząt i drugiej dla chłopców. Szkoły te miały charakter wielowyznaniowy, w których językiem wykładowym był niemiecki. W publicznych szkołach ludowych kształcono dzieci w wieku od 6 do 14 lat. Uczniowie zdobywali w nich wiedzę w zakresie elementarnym.
Projekt gmachu podwójnej szkoły dla dziewcząt i chłopców musiał zostać opracowany w kręgu wydziału budowlanego bydgoskiej regencji w uzgodnieniu z zarządem gminy reprezentowanym przez ówczesnego wójta Rogallę. Plany budowy sporządzone w 1897 roku zatwierdził radca budowlany Johannes Schwarze. Natomiast głównym wykonawcą robót budowlanych został bydgoski mistrz ciesielski Bruno Wiese.
Podział budynku na dwa niezależne oddziały szkolne został odzwierciedlony w kompozycji ceglanych, symetrycznych elewacji: frontowej i tylnej, zaakcentowanych parami ryzalitów mieszczących odrębne wejścia do każdej ze szkół. Również rozplanowanie wnętrza oparto na zasadach symetrii, przeznaczając dla każdego z oddziałów mającego liczyć około 530 uczniów osiem sal lekcyjnych i pokój nauczycielski. Jedynie na drugim piętrze znalazła się wspólna dla obu szkół, reprezentacyjna aula.
Podwójna Szkoła Ludowa powitała pierwszych uczniów jesienią 1898 roku. Ulicy przy której stał budynek nadano miano Nowoszkolnej (niem. Neue Schulstrasse).
W okresie dwudziestolecia międzywojennego w gmachu funkcjonowała 7-klasowa Publiczna Szkoła Powszechna Męska im. Adama Mickiewicza (patron od 1926 r.) Była to szkoła koedukacyjna, od 1932 r. podzielona na część męską (im. Adama Mickiewicza) i żeńską (im. Stefana Batorego). W latach 20. XX w. szkoła polska mieściła się w jednym budynku z ewangelicką szkołą niemiecką. Zadrażnienia wynikające z koegzystencji obu placówek próbowano zmniejszyć przez przeniesienie szkoły niemieckiej na parter budynku w roku szkolnym 1929/1930, zaś w 1933 r. przeniesiono ją do innego budynku szkolnego, stwarzając tym samym lepsze warunki szkole polskiej.
W czasie okupacji w budynku znajdowały się niemieckie koszary oraz pomieszczenia dla jeńców wojennych. Po 1945 roku ulokowano tu szkołę podstawową, następnie od 1947 roku szkołę ogólnokształcącą stopnia licealnego, przekształconą w 1961 r. w III Liceum Ogólnokształcące im. Adama Mickiewicza.

## Architektura
Budynek został wzniesiony w stylu historyzującym. Jest podpiwniczony, dwupiętrowy, nakryty dachem czterospadowym. Od frontu i w elewacji tylnej znajdują się dwa symetryczne ryzality mieszczące wejścia. Otwory okienne zamknięte są łukami odcinkowymi.
Na terenie posesji, w budynku znajdującym się na dziedzińcu III LO znajduje się Muzeum Kanału Bydgoskiego.